# Ильинское сельское поселение (Лихославльский район)
Ильинское сельское поселение (карел. Il’linskoin kyläkunda) — упразднённое муниципальное образование в составе Лихославльского района Тверской области России. Центр поселения — село Ильинское.
Образовано в 2005 году, включило в себя территорию Ильинского сельского округа.
Законом Тверской области от 17 апреля 2017 года № 24-ЗО были преобразованы, путём их объединения, муниципальные образования Ильинское, Крючковское и Вескинское сельские поселения в Вёскинское сельское поселение.

## Географические данные
- Общая площадь: 85 км².
- Нахождение: юго-западная часть Лихославльского района.
  - Граничит:
    - на севере — с Барановским СП
    - на востоке — с городом Лихославль
    - на юге — с Вёскинским СП
    - на западе — с Торжокским районом, Большепетровское СП

## Экономика
Совхоз «Лазаревский».

## Население
По переписи 2002 года — 723 человека, 337 мужчин, 386 женщин.
На 2005 год в Ильинском сельском поселении на постоянной основе проживает 790 человек.
Показатель увеличивается в бесснежный период (весна-осень). Национальный состав: русские и тверские карелы.

## Населённые пункты
На территории поселения находилось 13 населённых пунктов:
| №  | Тип нп | Название        | Население (2002 год) |
| -- | ------ | --------------- | -------------------- |
| 1  | село   | Ильинское       | 491                  |
| 2  | дер.   | Алайково        | 8                    |
| 3  | дер.   | Афанасово       | 14                   |
| 4  | дер.   | Васиха          | 8                    |
| 5  | дер.   | Виноколы        | 57                   |
| 6  | дер.   | Владенино       | 13                   |
| 7  | дер.   | Горки           | 11                   |
| 8  | дер.   | Ивашиха         | 20                   |
| 9  | дер.   | Лазарево        | 40                   |
| 10 | дер.   | Никифорово      | 11                   |
| 11 | дер.   | Рычково         | 25                   |
| 12 | дер.   | Старо-Потрасово | 10                   |
| 13 | дер.   | Фёдово          | 15                   |

## История
В середине XIX-начале XX века деревни поселения относились к Прудовской волости Новоторжского уезда Тверской губернии.